# Wibod de Parma
Guibodo, también citado como Wibodo, Viboldo y Vidiboldo (820 - Parma, 29 de abril de 895), fue un obispo italiano.

## Biografía
Según una tradición, era sobrino de Carlomagno, o de Carlomán de Baviera, hijo de Luis II el Germánico, de quien probablemente sólo era pariente consanguíneo.
Nombramiento como obispo y misiones diplomáticas
Según Ireneo Affò, se convirtió en obispo de Parma en 857 y ocupó este cargo hasta su muerte. En 860 se le recuerda siguiendo a Luis II el Alemán primero en Romaña y luego en Spoleto, finalmente en marzo del mismo año presidió el proceso contra el conde Ildeberto en nombre del emperador.
A menudo participó como enviado papal en misiones diplomáticas ante reyes germánicos con el objetivo de resolver disputas por la posesión de la corona imperial: estuvo con Carlos el Calvo por primera vez en 870, luego una segunda vez como enviado de la emperatriz Engelberga de Alsacia en 872.
Tras la muerte sin herederos del emperador Luis II el Joven y la posterior coronación de Carlos el Calvo, Engelberga, que se había puesto del lado de Luis II el Germánico (hermano de Carlos y tío del difunto emperador), cayó en desgracia y con él Guibodo, quienes de hecho se negaron a jurar obediencia al congreso de Pavía.
Luego, Guibodo fue a Roma y pidió la intercesión del papa Juan VIII, quien recomendó a Guibodo a Carlos el Calvo pero no pudo obtener la reconciliación. A pesar de ello, el obispo de Parma gozó de la estima papal que le asignó otras misiones diplomáticas, en particular, el 27 de marzo de 877 le ordenó entregar dos cartas, una a Carlomán, hijo de Luis el Germánico, y otra a la emperatriz Engelberga, que se había retirado a un monasterio cerca de Brescia, a quien le recomendó que jurara devoción a Carlos el Calvo.
El inicio del poder temporal de los obispos de Parma
Tras la muerte del emperador en 877, Carlomán se convirtió en rey de Italia y Guibodo acudió a él para felicitarlo. El rey quiso compensar el sufrimiento sufrido por Guibodo por haberse aliado con su padre Luis II el Germánico en la lucha por el trono imperial contra el difunto emperador Carlos el Calvo, dándole la posesión de la corte real de Parma. El diploma de 877 se ha perdido, pero el diploma del 11 de mayo de 879 que confirma la transferencia ha sobrevivido hasta el día de hoy. Este diploma marca el inicio de la mezcla entre el poder espiritual y temporal de los obispos de Parma. En virtud de la nueva situación, el 29 de diciembre de 877 Guibodo convocó al obispo de Módena, al obispo de Plasencia, a dieciocho sacerdotes, cuatro diáconos y seis condes a un congreso en el palacio de Parma, explicándoles su intención de establecer el Capítulo de la Catedral de Parma, con sede en el claustro que deliberadamente había construido junto a la iglesia de Santa María: estaba formado por un colegio de canónigos y estaba dotado en el acta fundacional con numerosos bienes entre ellos una parte destinada a la iglesia de Santa María, una parte para la compra de incienso, velas, luces y otra para el mantenimiento de los propios canónigos, pero enriquecido por las rentas garantizadas por los diezmos, por numerosos fondos, por diversas capillas, por el albergue de viajeros y peregrinos, por la mitad de los derechos sobre la sal y por las tierras de Salsomaggiore.
Gozando de la estima de Carlomán y de su sucesor Carlos el Gordo, recibió obsequios de ambos no sólo de diversas posesiones reales dentro de la ciudad de Parma y de la abadía de Berceto, sino también de otros bienes en diferentes zonas de Italia. Estas grandes riquezas, utilizadas por Guibodo en obras caritativas, aumentaron enormemente su prestigio entre sus contemporáneos. Entre las otras adquisiciones de la época se encuentran los castillos de: Rizzolo, Pupiano, Vezano, Fontanafredda, Martinasca, Rebulara, Ronco y Vicocerrone en la zona de Plasencia, y otras dos cortes (Morfascio y Vignoia), el monasterio de San Próspero en Panigale (Bolonia).
En 879 fue enviado por el papa como mensajero a Carlomán para informarle de la precaria situación en la que Italia estaba amenazada por los sarracenos, Carlos el Gordo a su vez lo envió a Roma para rendir homenaje al pontífice y lo hizo pasar por Spoleto para instar al Conde Guido contra los infieles.
Cuando Arnulfo de Carintia tomó posesión del reino de Germania, el duque de Friuli Berengario, con el apoyo de los señores feudales italianos, se hizo aclamar rey de Italia en Pavía. El papa Esteban V y Guibodo, sin embargo, permanecieron fieles al duque de Spoleto Guido armando milicias a su favor y después de dos años de guerra, Berengario se vio obligado a retirarse.
Habiendo ido a Plasencia al duque Guido, Guibodo fue recompensado por su lealtad con más bienes: la iglesia de San Nicomede, una isla en el Po, las tierras de Vicopezzato (Copezzato) y Capo di Taro (Coltaro); Guido también nombró a Guibodo como su capellán y quería que lo siguiera a Roma para ser coronado rey de Italia por el Papa.
En su testamento de 892, Guibodo quería que todos los bienes que le fueron donados, tras la muerte de su pariente consanguíneo Vulgunda, pasaran al Capítulo de la Catedral de Parma.
Cuando en 894 Arnulfo de Carintia, rey de Germania, descendió a Italia para ayudar a Berengario, Guido se retiró a Lombardía, Guibodo aprovechó entonces para hacer ratificar la posesión de sus propiedades en Italia, indicando precisamente aquellas en el área de Parma comprendida entre Caput Parioli (lugar que se ubicará al norte de Fontanellato), la Selva di Soragna, el lacum Sancti Secundi (San Secondo Parmense), hasta Sacca de Colorno. (prácticamente buena parte de la zona baja de Parma), además en la zona de Como se confirmó la posesión del monasterio de Santa María y en la frontera con Toscana la corte de Corniolo.
Mientras tanto, Guido, intentando expulsar a Arnolfo de Parma, lo persiguió con sus milicias pero murió repentinamente mientras vadeaba el río Taro. Por tanto, Guibodo quiso enterrarlo en la catedral de Parma.
Guibodo, que ahora tenía setenta y cinco años, murió el 29 de abril de 895. Fue enterrado con grandes honores en la catedral de Parma en la capilla de San Miguel Arcángel; cuando se reconstruyó la catedral, su ataúd se colocó sobre la puerta de la sacristía y cuando los canónigos restauraron su tumba en 1567, colocaron encima la siguiente inscripción: Vidiboldo Caroli Magni nepoti Ecclesiae Parmen Episcopo et comiti viro religiosissimo canonici Parmen. beneficii non inmemores dignitatis eorauthori P. mdlxvii